# Livro dos Mortos

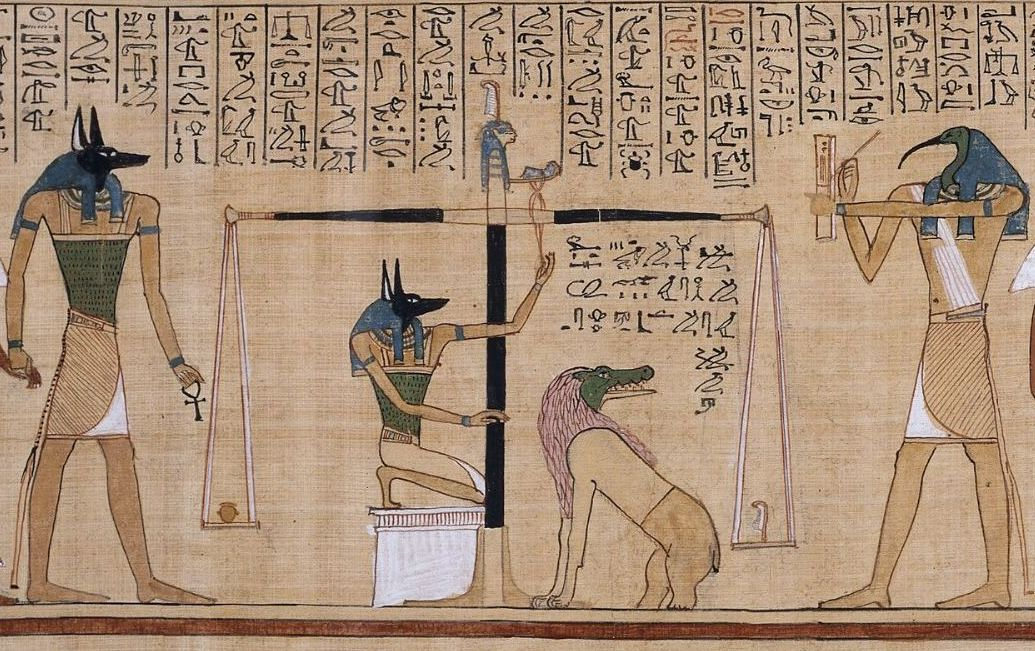
Esta cena detalhada, do Papiro de Hunefer (c. 1275 aC), mostra o coração do escriba Hunefer sendo pesado na balança de Maat contra a pena da verdade, pelo Anúbis com cabeça de chacal. O Thoth com cabeça de íbis, escriba dos deuses, registra o resultado. Se seu coração for igual ao peso da pena, Hunefer pode passar para a vida após a morte. Caso contrário, ele é comido pela criatura devoradora quimérica Ammit, composta pelo mortal crocodilo, leão e hipopótamo. Vinhetas como essas eram uma ilustração comum nos livros egípcios dos mortos.

O Livro dos Mortos (em egípcio:  𓂋𓏤𓈒𓈒𓈒𓏌𓏤𓉐𓂋𓏏𓂻𓅓𓉔𓂋𓅱𓇳𓏤, rw n(y)w prt m hrw(w)) é um antigo texto funerário egípcio geralmente escrito em papiro e usado desde o início do Império Novo (cerca de 1550 a.C.) O nome egípcio original para o texto, transliterado rw nw prt m hrw, é traduzido como Livro do Surgimento do Dia. "Livro" é o termo mais próximo para descrever a coleção solta de textos consistindo em uma série de feitiços mágicos destinados a auxiliar a jornada de uma pessoa morta através do Duat, ou submundo, e na vida após a morte e escritos por muitos sacerdotes durante um período de cerca de 1 000 anos. Karl Richard Lepsius introduziu para esses textos o nome alemão Todtenbuch (grafia moderna Totenbuch), traduzido como Livro dos Mortos.
O Livro dos Mortos, que era colocado no caixão ou câmara mortuária do falecido, fazia parte de uma tradição de textos funerários que inclui os anteriores Textos da Pirâmide e Textos do Caixão, que foram pintados em objetos, não escritos em papiro. Alguns dos feitiços incluídos no livro foram extraídos dessas obras mais antigas e datam do terceiro milênio a.C. Outros feitiços foram compostos posteriormente na história egípcia, datando do Terceiro Período Intermediário (séculos 11 a 7 a.C.). Vários feitiços que compõem o Livro continuaram a ser inscritos separadamente nas paredes das tumbas e sarcófagos, como sempre foram os feitiços dos quais eles se originaram.
Não havia um Livro dos Mortos único ou canônico. Os papiros sobreviventes contêm uma seleção variada de textos religiosos e mágicos e variam consideravelmente em sua ilustração. Algumas pessoas parecem ter encomendado suas próprias cópias do Livro dos Mortos, talvez escolhendo os feitiços que consideravam mais vitais em sua própria progressão para a vida após a morte. O Livro dos Mortos era mais comumente escrito em escrita hieroglífica ou hierática em um pergaminho de papiro e frequentemente ilustrado com vinhetas retratando o falecido e sua jornada para a vida após a morte.
O melhor exemplo existente do Livro Egípcio dos Mortos na antiguidade é o Papiro de Ani. Ani era um escriba egípcio. Foi descoberto por Sir E. A. Wallis Budge em 1888 e levado para o Museu Britânico, onde reside atualmente.

## Organização
Quase todo Livro dos Mortos era único, contendo uma mistura diferente de feitiços extraídos do corpus de textos disponíveis. Durante a maior parte da história do Livro dos Mortos, não houve ordem ou estrutura definida. De fato, até o "estudo pioneiro" de Paul Barguet em 1967 sobre temas comuns entre os textos, os egiptólogos concluíram que não havia nenhuma estrutura interna. É apenas a partir do período Saite (26ª Dinastia) que existe uma ordem definida.
Os Livros dos Mortos do período Saite tendem a organizar os Capítulos em quatro seções:
- Capítulos 1–16: O falecido entra na tumba e desce ao submundo, e o corpo recupera seus poderes de movimento e fala.
- Capítulos 17–63: Explicação da origem mítica dos deuses e lugares. O falecido é feito reviver para que ressurja, renascido, com o sol da manhã.
- Capítulos 64–129: O falecido viaja pelo céu na barca do sol como um dos mortos abençoados. À noite, o falecido viaja para o submundo para comparecer perante Osíris.
- Capítulos 130–189: Tendo sido justificado, o falecido assume o poder no universo como um dos deuses. Esta seção também inclui vários capítulos sobre amuletos de proteção, provisão de alimentos e lugares importantes.[7]

## Traduções

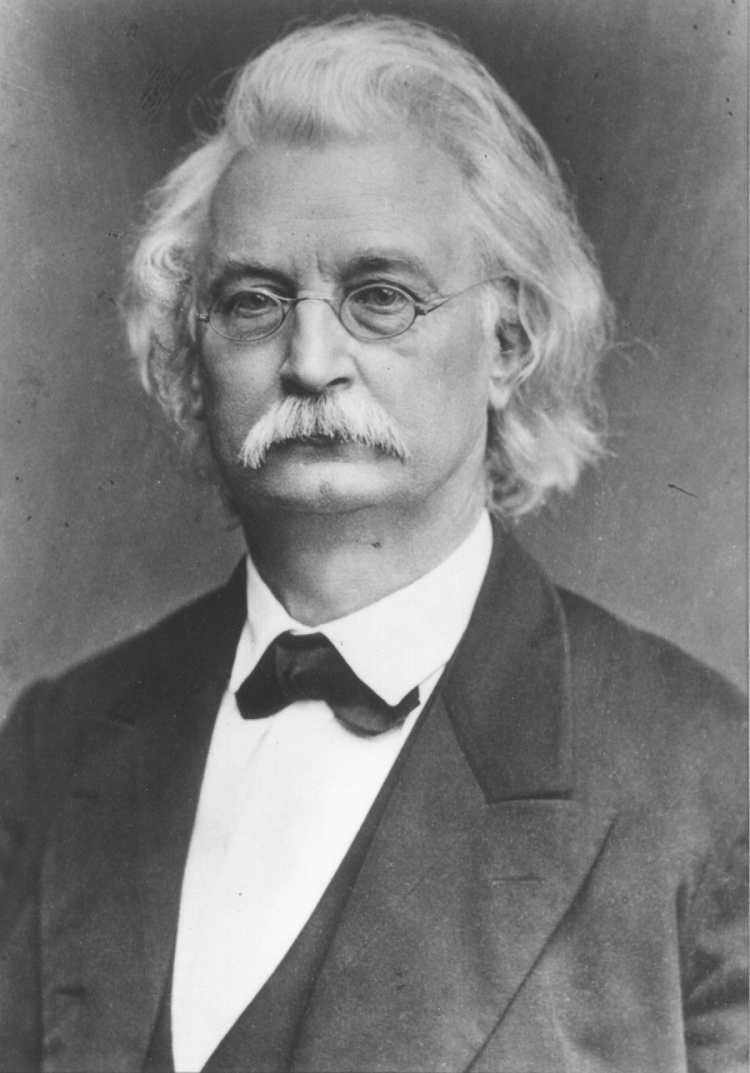
Karl Richard Lepsius, o primeiro tradutor do Livro dos Mortos.

A primeira tradução do Livro dos mortos foi publicada em 1842. Foi uma edição em língua alemã, fruto do trabalho do egiptólogo alemão Karl Richard Lepsius, traduzida com base no Papyrus de Iuef-Ânkh, da época ptolomaica e guardada no museu egiptólogo de Turim. Lepsius dividiu esse papiro, um dos mais completos, em 165 capítulos numerados (um capítulo por cada fórmula mágica distinta). Por razões práticas, essa numeração mesmo que arbitrária é sempre atual no meio da filologia egípcia.
Em 1881 o holandês Willem Pleyte publica 9 capítulos adicionais (166 a 174) mas que foram ignorados pelo suíço Henri Édouard Naville. Este último revelou os seus próprios capítulos adicionais (166 a 186) baseado em diferentes papiros do Novo Império egípcio.
Em 1898 o inglês sir E. A. Wallis Budge publicou uma sua tradução baseado nos papiros que remontam da XVIII.ª dinastia egípcia à dinastia Ptolomaica. A sua edição cresce com os capítulos 187 a 190 retirados do Papyrus de Nu, salvaguardados no British Museum de Londres.
Mais recentemente o norte-americano Thomas George Allen (em 1960) fez uma tradução em língua inglesa com dois capítulos adicionais (191 e 192).

## Estrutura
As edições modernas do Livro dos Mortos são compostas por cerca 200 "capítulos", nome que os egiptólogos dão às fórmulas encontradas nos papiros preservados ao longo dos séculos. Nenhum dos papiros conhecidos apresenta o mesmo número de capítulos e de ilustrações (vinhetas). Entre os mais conhecidos, encontra-se o Papiro de Ani, com um total de 24 metros, que se acha atualmente no Museu Britânico, em Londres.

## Formação

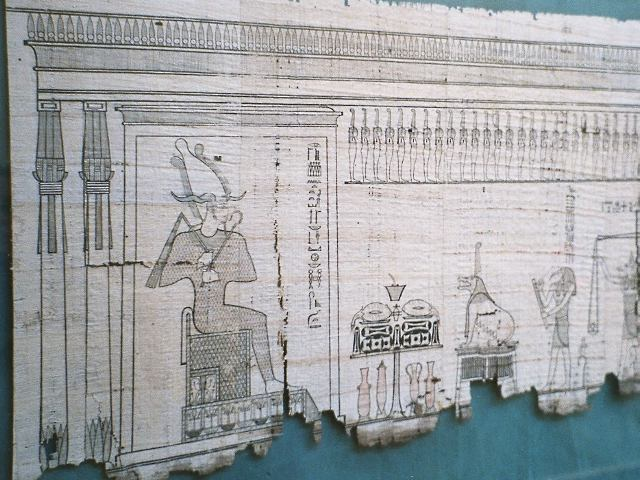
Secção do Livro dos Mortos no Museu Egípcio do Cairo

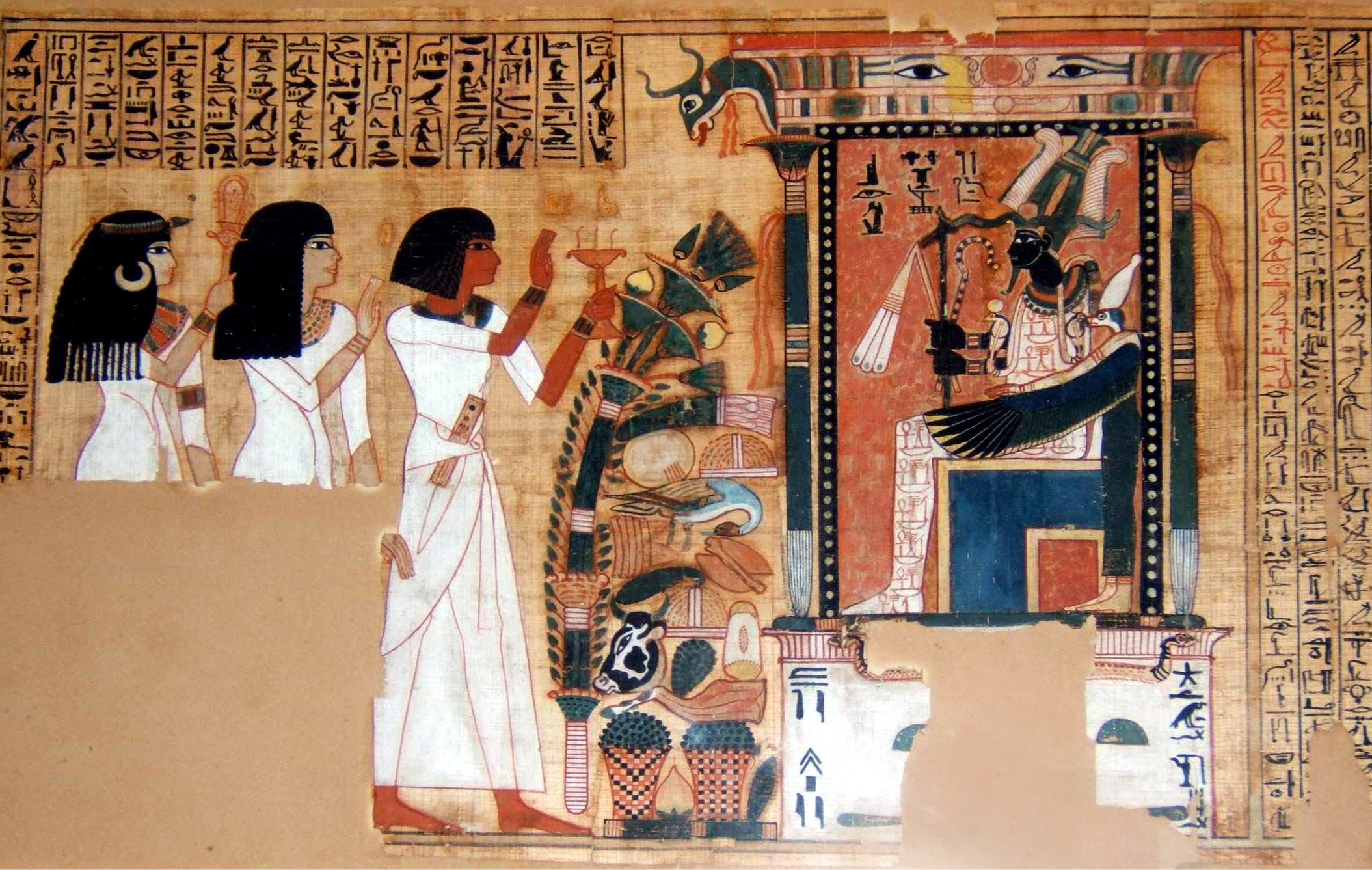
Secção do Livro dos Mortos do escriba Nebqed, cerca de 1300 a.C.

O Livro dos Mortos data da época do Império Novo, período da história do Antigo Egito que se inicia por volta de 1580 a.C. e termina em 1160 a.C.. No entanto, a obra recolhe textos mais antigos - do Livro das Pirâmides (Império Antigo) e do Livro dos Sarcófagos (Império Médio).
No Império Antigo foram gravadas várias fórmulas mágicas sobre os muros dos corredores e das câmaras funerárias das pirâmides de Sakara, pertencentes a vários reis da V e da VI dinastias (Unas, Teti, Pepi I, Merenré e Pepi II). Estes textos são conhecidos como Textos das Pirâmides. Nesta altura a possibilidade de uma vida após a morte era apenas acessível aos faraós e sacerdotes.
A partir da VII dinastia egípcia verifica-se uma "democratização" da possibilidade de ascender a uma vida no Além. Esta não será mais reservada apenas ao soberano, mas será também possível para os nobres e os altos funcionários, e progressivamente estender-se-á a toda a população. Durante o Império Médio os textos usados pelos reis foram modificados, ao mesmo tempo que surgiram novos textos que mantinham a sua função de ajudar o morto no caminho do Além. Os textos passaram a ser escritos no interior dos sarcófagos (na madeira) dos nobres e dos funcionários, sendo por isso conhecidos como Textos dos Sarcófagos.
Durante o Império Novo reuniram-se textos funerários de períodos anteriores (Textos das Pirâmides e Textos dos Sarcófagos), ao mesmo tempo que se redigiram novos textos, escritos em rolos de papiro e colocados junto das múmias nos túmulos. Estes textos são hoje conhecidos como Livro dos Mortos.
A chamada "recensão tebana", escrita em hieróglifos (e mais tarde em hierático) sobre papiro, encontra-se dividida em capítulos sem uma ordem determinada, embora a maioria deles possua um título. Esta versão foi utilizada entre a XVII e a XXI dinastia egípcia não apenas pelos faraós, mas também pelas pessoas comuns.
Na "recensão Saíta", usada a partir da XXVI dinastia (século VII a.C.) e até o fim da era ptolomaica, fixou-se de forma definitiva a ordem dos capítulos.